# Maculileiopus maculipennis
Maculileiopus maculipennis là một loài bọ cánh cứng trong họ Cerambycidae.